# Huacaltzintli
Huacaltzintli fue princesa de Tlatelolco y reina de Tenochtitlan. Era hija del tlatoani Cuacuauhpitzáhuac y hermana del tlatoani Tlacateotl y de la reina Matlalatzin. Su esposo era Itzcoatl, emperador azteca. Tuvo un hijo al que llamó Tezozómoc. Fue abuela de los reyes Axayácatl, Tízoc y Ahuítzotl.